# Station Rosières (België)
Rosières is een voormalige halte langs spoorlijn 163 (Libramont – Bastenaken – Gouvy) in het Belgisch-Luxemburgse dorp Rosières in een deelgemeente van Vaux-sur-Sûre. De halte ligt bij de overgang van de Rue de Marche, van Rosières naar Remience.
0,0: Libramont ·
3,5: Ourt ·
6,6: Bernimont ·
10,5: Wideumont ·
15,7: Rosières ·
18,9: Morhet ·
22,2: Sibret ·
24,2: Villeroux ·
28,7: Bastenaken-Zuid ·
29,8: Bastenaken-Noord ·
33,4: Bizory ·
38,9: Bourcy ·
44,6: Tavigny ·
52,5: Limerlé ·
58,9: Gouvy ·
66,4: Beho ·
69,0: Maldange ·
71,4: Weisten ·
74,2: Crombach ·
79,0: Sankt Vith